# Арно Бінар
Арно́ Біна́р (фр. Arnaud Binard; нар. 18 січня 1971, Бордо, Жиронда, Франція) — французький актор кіно та телебачення.

## Біографія
Арно Бінар народився 18 січня 1971 року у французькому місті Бордо, що в департаменті Жиронда у Франції. Після того, як сім'я Арно у 1996 році переїхала до Парижа, Бінар брав уроки акторської майстерності у відомого актора і режисера Жан Дарнель. У 1985 році Арно почав грати невеликі ролі на театральних сценах Парижа.
У 1995 році Арно Бінар пройшов кастинг у телесеріал «Марення любові». Через рік актора запросили на зйомки телесеріалу «Сен-Тропе», де протягом сезону 1997/1998 років актор виконував роль Ману.
Наприкінці 1990-х років Арно Бінар почав зніматися в повнометражних кінострічках — «Викрадачі» (1998), «Суперкохання» (1999), «Лейла» (2001). У 2003 році Бінар знявся у драмі режисера Робера Саліса «Вища школа», де зіграв роль тренера з водного поло.
У 2002 році Бінар отримав запрошення в серіал «Groupe flag», який став популярним. Арно Бінар виконував у серіалі роль Ремі протягом шести сезонів. За роль доктора Антуана Мозера у серіалі телеканалу TF1 «Переваги смерті» (2002) актор отримав нагороду на фестивалі телевізійних фільмів у Сен-Тропе.
У 2003 році на французькому телебаченні вийшов фільм «Валентина», в якому Бінар виконав одну з головних ролей. Стрічка була добре прийнята глядачами та зробила Арно популярним. На початку 2010-х років Бінар відзначився ролями у великих французьких серіалах — «Будинок терпимості», «Нова Мод», «Клем».
У 2011 році вийшов кінофільм за участю Арно Бінара — «Особа: невідома». Спеціально для зйомок цього фільму Арно протягом кількох місяців вивчав данську мову, оскільки зйомки стрічки проходили в Данії.

## Фільмографія (вибіркова)
Ролі в кіно
| Рік  |   | Українська назва | Оригінальна назва | Роль                  |
| ---- | - | ---------------- | ----------------- | --------------------- |
| 1998 | ф | Викрадачі        | Les kidnappeurs   | Руфус                 |
| 1999 | ф | Суперкохання     | Superlove         | Стефан                |
| 2001 | ф | Лейла            | Leïla             | Нільс                 |
| 2003 | ф | Вища школа       | Grande école      | тренер з водного поло |
| 2008 | ф | Інтимні пригоди  | À l'aventure      | Грег                  |
| 2011 | ф | Особа: невідома  | ID:A              | П'єр                  |

Ролі на телебаченні
| Рік       |    | Українська назва          | Оригінальна назва                | Роль                  |
| --------- | -- | ------------------------- | -------------------------------- | --------------------- |
| 1993      | с  | Аліс Невер                | Le Juge est une femme            | романтик              |
| 1995—1996 | с  | Марення любові            | Le miracle de l'amour            | Грег                  |
| 1996—2008 | с  | Сан-Тропе                 | Sous le soleil                   | Ману                  |
| 1997      | с  | Жозефіна: Ангел-охоронець | Joséphine, ange gardien          | Адріан                |
| 1999      | с  | Перлина Тихого океану     | Manatea, les perles du Pacifique | Антуан Косте          |
| 2002—2008 | с  |                           | Groupe flag                      | Ремі                  |
| 2002      | тф | Переваги смерті           | Mortes de préférence             | доктор Антуан Мозер   |
| 2003      | тф | Жінки завжди праві        | Les femmes ont toujours raison   | Макс                  |
| 2003      | тф | Валентина                 | Valentine                        | Грегуар               |
| 2004      | тф | Червоний місяць           | Lune rousse                      | Кайят                 |
| 2005      | с  | Останній правитель Балкан | Le dernier seigneur des Balkans  | Зульфікар Бей         |
| 2006      | с  | Служба розслідувань       | Section de recherches            | Ніколя Фаррел         |
| 2006      | тф | Небо над головою          | Le ciel sur la tête              | Жеремі                |
| 2007      | с  | Таємничі знаки            | Mystère                          | Ксав'є Майєр          |
| 2007      | тф | Сильні, як чоловік        | Fort comme un homme              | Франк                 |
| 2009—2011 | с  | Кухарі «Новий злет»       | Les toqués                       | Симон                 |
| 2009      | с  | Спецрозслідування         | Enquêtes réservées               | Себастьєн Лернер      |
| 2010      | с  | Клем                      | Clem                             | Бруно                 |
| 2010—2012 | с  | Нова Мод                  | (La) nouvelle Maud               | капітан Марк Субейран |
| 2010      | с  | Будинок терпимості        | Maison close                     | Френсіс Арно          |
| 2013      | с  | Шериф                     | Cherif                           | Паскаль Гарньє        |